# Comuna Oskarshamn
Oskarshamn (Oskarshamns kommun) este o comună din comitatul Kalmar län, Suedia, cu o populație de 26.212 locuitori (2013).

## Geografie

### Zone urbane
Lista celor mai mari zone urbane din comună (anul 2015) conform Biroului Central de Statistică al Suediei:
| Nr | Zona urbană | Pop.   |
| -- | ----------- | ------ |
| 1  | Oskarshamn  | 18.287 |
| 2  | Påskallavik | 1.099  |
| 3  | Kristdala   | 1.016  |
| 4  | Figeholm    | 730    |
| 5  | Fårbo       | 498    |
| 6  | Bockara     | 356    |
| 7  | Emsfors     | 317    |

## Demografie
| \| Evoluția demografică în comuna Oskarshamn, 1970–2015 \| Evoluția demografică în comuna Oskarshamn, 1970–2015 \| Evoluția demografică în comuna Oskarshamn, 1970–2015 \| Evoluția demografică în comuna Oskarshamn, 1970–2015 \| Evoluția demografică în comuna Oskarshamn, 1970–2015 \| \| ----------------------------------------------------------------------------------------------------- \| ---------------------------------------------------- \| ---------------------------------------------------- \| ---------------------------------------------------- \| ---------------------------------------------------- \| \| An \| \| \| Locuitori \| \| \| 1970 \| 1970 \| \| 25747 \| 25747 \| \| 1975 \| 1975 \| \| 28007 \| 28007 \| \| 1980 \| 1980 \| \| 28037 \| 28037 \| \| 1985 \| 1985 \| \| 27605 \| 27605 \| \| 1990 \| 1990 \| \| 27271 \| 27271 \| \| 1995 \| 1995 \| \| 27211 \| 27211 \| \| 2000 \| 2000 \| \| 26349 \| 26349 \| \| 2005 \| 2005 \| \| 26247 \| 26247 \| \| 2010 \| 2010 \| \| 26163 \| 26163 \| \| 2015 \| 2015 \| \| 26450 \| 26450 \| \| Sursa: SCB - Statistika Centralbyrån, Folkmängd efter region, civilstånd, ålder och kön. År 1968–2016 \| \| \| \| \| |      |  |           |       |
| Evoluția demografică în comuna Oskarshamn, 1970–2015 |      |  |           |       |
| An |      |  | Locuitori |       |
| 1970 | 1970 |  | 25747     | 25747 |
| 1975 | 1975 |  | 28007     | 28007 |
| 1980 | 1980 |  | 28037     | 28037 |
| 1985 | 1985 |  | 27605     | 27605 |
| 1990 | 1990 |  | 27271     | 27271 |
| 1995 | 1995 |  | 27211     | 27211 |
| 2000 | 2000 |  | 26349     | 26349 |
| 2005 | 2005 |  | 26247     | 26247 |
| 2010 | 2010 |  | 26163     | 26163 |
| 2015 | 2015 |  | 26450     | 26450 |
| Sursa: SCB - Statistika Centralbyrån, Folkmängd efter region, civilstånd, ålder och kön. År 1968–2016 |      |  |           |       |